# Gastón Lemaitre
Gastón Lemaitre (Cartagena, 1949-Cartagena, 6 de diciembre de 2020) fue un pintor y dibujante colombiano de ascendencia francesa.

## Biografía
Lemaitre nació en la ciudad de Cartagena en 1949. Desde muy joven empezó a interesarse en la pintura y el dibujo, formándose profesionalmente en la Escuela de Bellas Artes. Durante su formación fue alumno de destacados artistas colombianos como Enrique Grau y Alejandro Obregón. A mediados de la década de 1970 empezó a participar con sus obras en exhibiciones, principalmente en sitios de la costa atlántica colombiana como el Museo de Arte Moderno de Cartagena, la Galería de Arte Contemporáneo de Barranquilla, el Hotel Capilla de Mar y el Hotel Hilton.
Ilustró varias obras literarias, entre las que destacan Cuentos ecológicos de Adelina Covo, Días así de Raymundo Gómez Cáceres y Ojo que vuela de Gustavo Tatis Guerra (2013). En 20013 publicó una plaquette recopilatoria de su obra, titulada La obra pictórica de Gastón Lemaitre.
El artista falleció el 6 de diciembre de 2020 a los 71 años de edad a causa del COVID-19.

## Exposiciones destacadas
- 1975: Tres pintores Cartageneros, Galería de Arte Contemporáneo de Barranquilla,
- 1976: XXVI Salón Regional de la Costa Norte, Museo de Arte Moderno de Cartagena,
- 1977: Expocosta 77, Museo de Arte Moderno de Cartagena,
- 1978: Expocosta 78. Museo de Arte Moderno de Cartagena,
- 1980: Exposición individual, Hotel Capilla del Mar,
- 1984: Exposición individual, Museo de Arte Moderno de Cartagena,
- 1993: Exposición individual, Museo de Arte Moderno de Cartagena,
- 2002: Exposición "Reminiscencia", Casa España de Cartagena,
- 2004: Exposición "Mujeres Planta", Hotel Las Américas Cartagena,
- 2007: Exposición "Huellas de mi vida", Museo Naval del Caribe,
- 2014: Exposición individual, Galería de la Aduana de Barranquilla.[2]